# Crazzy Steve
 (juillet 2021).
Pour les articles homonymes, voir Scott et Steve Scott.
Steve Scott (né le 4 mars 1984 à Montreal, Québec) plus connu sous le nom de Crazzy Steve, est un catcheur canadien.

## Carrière

### Total Nonstop Action Wrestling (2014-2017)

#### Débuts et The Menagerie (2014-2015)
En Mars 2014, Scott est devenu une partie de la famille exploité le carnaval de Knux, sous le nom de ring Crazzy Steve. Le mois suivant, Scott a fait ses débuts dans la nouvelle écurie appelée The Menagerie, composé de lui-même, Rebel, Knux et The Freak. Il fait ses débuts sur le ring le 15 mai à Impact Wrestling en perdent contre Kazarian par Disqualification. Lors de Slammiversary, il perd contre Sanada dans un match qui comprenait aussi Davey Richards, Eddie Edwards, Manik et Tigre Uno et il ne remporte pas le TNA X Division Championship. Lors de Destination X (2014), il perd contre Sanada dans un Triple Threat match qui comprenaient également Brian Cage et n'intégre pas le match pour le TNA X Division Championship.

#### The Decay et Départ (2016-2017)
Lors de One Night Only: Live, il effectue un Heel Turn en attaquant Tigre Uno après avoir été éliminé du match pour le TNA X Division Championship. Lors de Impact Wrestling du 26 janvier, il forme un nouveau clan nommé The Decay avec Abyss et Rosemary, ils s'attaquent The Wolves. Lors de l' impact Wrestling du 16 février, lui et Abyss perdent contre The Wolves (Davey Richards et Eddie Edwards) dans un Monster's Ball match et ne remportent pas les TNA World Tag Team Championship. Lors de Impact Wrestling du 26 avril, ils battent Beer Money, Inc. (James Storm et Bobby Roode) et remportent les TNA World Tag Team Championship. Lors du Impact Wrestling du 10 mai, ils conservent leur titres contre James Storm et Jeff Hardy. Lors de Slammiversary (2016), ils conservent leur titres contre The BroMans (Jessie Godderz et Robbie E). Lors de Impact Wrestling du 14 juin, ils conservent leur titres dans un Four Corners Match contre Mahabali Shera et Grado, The BroMans  et The Tribunal (Baron Dax et Basile Baraka). Lors de Bound for Glory (2016), ils perdent les titres contre The Hardys (Jeff Hardy et Matt Hardy) dans un Extreme Rules Match intitulé The Great War.
Lors de Impact Wrestling du 23 mars, ils perdent contre The Latin American Xchange (Ortiz et Santana) dans un Fatal 4 Way Tag Team match qui comportaient également Reno Scum et Laredo Kid et Garza Jr et ne remportent pas les Impact World Tag Team Championship.
Le 20 avril, il annonce son départ de la compagnie.

### Ohio Valley Wrestling (2018-2019)
Lors de OVW TV #1002, lui et Amon perdent contre The War Kings (Crimson et Jax Dane) et ne deviennent pas challengers N°1 pour les  OVW Southern Tag Team Championship.

### Retour à Impact Wrestling / Total Nonstop Action Wrestling (2020-2025)

#### Retour et Reformation de Decay (2020-2024)
Le 21 avril 2020, il fait son retour à Impact Wrestling en gagnant avec Rhino et Tommy Dreamer contre oVe (Dave Crist, Jake Crist et Madman Fulton Le 12 mai, il signe un contrat de plusieurs années avec la compagnie.
Le 24 novembre à Impact, il est révélé comme étant l'homme derrière le masque de Suicide, après avoir été démasqué par Rohit Raju qu'il battu sur un roll-up.
Lors de No Surrender 2021, lui, Black Taurus et Rosemary battent XXXL (Acey Romero et Larry D) et Tenille Dashwood.

## Palmarès
- Canadian Wrestling Revolution

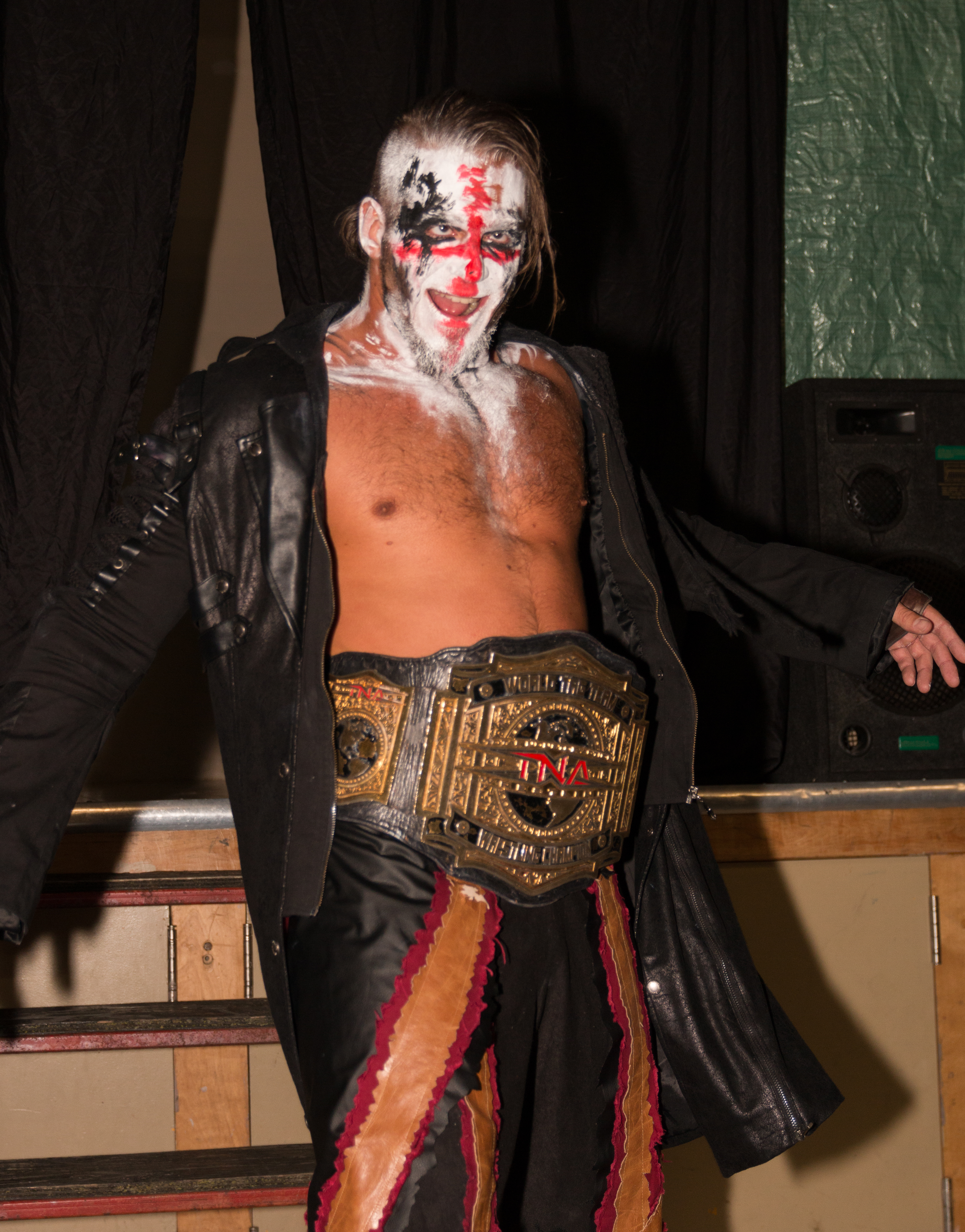
Crazzy Steve en tant que TNA World Tag Team Champion

  - 1 fois CWR Pan-American Champion

- Fighting Spirit Pro Wrestling
  - 1 fois FSPW Internet Champion

- Great Canadian Wrestling
  - 2 fois GCW Tag Team Champion avec Gutter (1) et Jake O'Reilly (1)

- Living Legends Wrestling
  - 1 fois LLW Light Heavyweight Champion

- Lucha Libre AAA Worldwide
  - 1 fois AAA World Mixed Tag Team Championship avec Havok (actuel)

- Maximum Pro Wrestling
  - 1 fois MPW Georgian Bay Heavyweight Champion

- Neo Wrestling Federation
  - 1 fois NSPW Independent Champion
  - 1 fois FSPW Internet Champion

- Renegade Wrestling Alliance
  - 1 fois RWA Tag Team Champion avec Gory (actuel)

- Total Nonstop Action Wrestling/Impact Wrestling
  - 1 fois TNA Digital Media Champion
  - 1 fois TNA World Tag Team Champion avec Abyss
  - TNA World Cup of Wrestling (2015) avec Jeff Hardy, Gunner, Gail Kim, Davey Richards et Rockstar Spud
  - Feast or Fired (2023 - Digital Media Championship)

- Tried-N-True Pro
  - 1 fois TNT Champion (actuel)

## Récompenses des magazines
- Pro Wrestling Illustrated

| Année | 2009 | 2010 | 2011 | 2012 | 2013 | 2014 | 2015 | 2016 | 2017 | 2018 | 2019 | 2020       | 2021 |
| ----- | ---- | ---- | ---- | ---- | ---- | ---- | ---- | ---- | ---- | ---- | ---- | ---------- | ---- |
| Rang  | 496  | 474  | 415  | 407  | 422  | 132  | 152  | 93   | 68   | 430  | 419  | Non classé | 320  |